# 都城市立安久小学校
都城市立安久小学校（みやこのじょうしりつ やすひさしょうがっこう）は、宮崎県都城市安久町にある公立の小学校。

## 概要
歴史
1873年（明治6年）創立。現校名となったのは1967年（昭和42年）。2023年（令和5年）に創立150周年を迎えた。
校章
八稜鏡を背景にして、中央に校名の頭文字である「安」の文字を配している。また、安の文字の周りを丸みを帯びてデザインされた「久」の文字が囲んでいる。
校歌
1961年（昭和36年）制定。作詞は村田静馬、作曲は海老原直による。歌詞は3番まであり、各番の歌詞中に校名の「安久校」が登場する。
通学区域
都城市のうち、「豊満町、安久町」。
中学校区は都城市立中郷中学校。

## 沿革
- 1873年（明治6年）2月 -「安久小学校」が創立。
- 1877年（明治10年）- 西南の役により、1年間の休校を余儀なくされる。
- 1886年（明治19年）- 小学校令施行により、尋常科（4年制）を設置の上、「尋常安久小学校」に改称。
- 1889年（明治22年）5月1日 - 町村制の施行により、北諸県郡3村（梅北、安久、豊満）が合併の上、「中郷村」が発足。
- 1892年（明治25年）- 「安久尋常小学校」に改称。
- 1897年（明治30年）12月 - 校舎を改築。
- 1908年（明治41年）4月 - 改正小学校令により、尋常科（義務教育年限）が4年制から6年制に改められる。尋常科5年を新設。校舎を増築。運動場を拡張。
- 1909年（明治42年）4月 - 尋常科6年を新設。
- 1911年（明治44年）8月 - 中郷高等小学校の廃止に伴い、高等科（2年制）を併置の上、「安久尋常高等小学校」に改称。
- 1914年（大正3年）9月 - 児童図書館を開設。
- 1941年（昭和16年）4月1日 - 国民学校令施行により、「中郷村安久国民学校」に改称。尋常科を初等科に改める。
- 1944年（昭和19年）10月23日 - 大浦分教場校舎を改築。この日を大浦分教場の創立記念日とする。
- 1947年（昭和22年）- 学制改革が行われる（六・三制の実施）。
  - 4月1日 - 国民学校初等科は、新制小学校「中郷村立安久小学校」に改組・改称。
  - 5月1日 - 国民学校高等科は、青年学校普通科とともに、新制中学校「中郷村立中郷中学校」に統合される。
- 1958年（昭和33年）5月 - ミルク給食を開始。
- 1961年（昭和36年）
  - 4月 - 体育館が完成。
  - 12月 - 校歌を制定。
- 1963年（昭和38年）5月 - 給食（A型）を開始。
- 1964年（昭和39年）
  - 3月 - 鉄筋コンクリート造2階建て第4号棟を改築。
  - 9月 - プールが完成。
  - 12月 - 気象観測塔・風向計が完成。
- 1965年（昭和40年）8月 - 林間教室施設が完成。
- 1966年（昭和41年）12月 - 新校舎が完成。
- 1967年（昭和42年）3月3日 - 都城市との合併により、「都城市立安久小学校」（現校名）に改称。
- 1973年（昭和48年）2月 - 創立100周年記念式典を挙行。
- 1974年（昭和49年）4月1日 - 都城市立二俣小学校[2]の統合により、児童31名が転入。
- 1977年（昭和52年）5月 - 米飯給食を開始。
- 1980年（昭和55年）3月 - 新校舎（特別教室）が完成。
- 1985年（昭和60年）3月 - 管理棟校舎などが完成。
- 1989年（平成元年）2月 - 新体育館が完成。
- 1990年（平成2年）7月 - クルミを学校の木、サクラを学校の花に制定。
- 1993年（平成5年）6月 - 図書室を改築。
- 1996年（平成18年）8月 - 理科室を改築。
- 2010年（平成22年）3月 - 新校舎が完成。
- 2017年（平成29年）6月 - 学校キャラクター「やっさん」を制定。
- 2019年（平成31年）3月 - プールの全面改修を実施。

## 交通アクセス
最寄りの鉄道駅
- JR九州 日豊本線 「西都城駅」

最寄りのバス停留所
- 宮崎交通バス（宮交バス）「安久小」停留所

最寄りの幹線道路
- 鹿児島県道・宮崎県道108号財部庄内安久線
- 宮崎県道12号都城東環状線

## 周辺
- 安久児童館
- やすひさ幼児園